# Century (band)
Century, later Savanne, was eind jaren 1970, begin jaren 1980 een Surinaamse muziekgroep. De groep stond bekend om de zelfgeschreven liedjes.
Tussen 1976 en 1979 sloot Powl Ameerali zich als leadzanger aan. In 1979 bracht de groep de discosingle Why uit. Dit was de eerste single van Surinaamse bodem die door radioluisteraars tot Smashplay van de week werd uitgeroepen. Why won het van een lied van Shirley Bassey.
De groep was invloedrijk tijdens de eerste edities van SuriPop. Bij de start in 1982 stuurde groepslid Erik Refos vier zelfgeschreven nummers op die alle vier in de finale terechtkwamen. Hij won toen met de compositie Gi yu wawan, waarvan de tekst was geschreven door bandlid Wim Bakker. Tijdens SuriPop I werd het gezongen door Powl Ameerali. In 1983 won bandlid Winston Loe SuriPop II met zijn lied Net alen. Het arrangement werd toen geschreven door de leden van Century. In 1988 won Refos zowel de eerste als tweede prijs. Dat jaar zong Powl Ameerali het winnende lied. Ook tijdens andere edities waren bandleden betrokken.
In aanloop naar de verkiezingen van 2015 traden de vijf groepsleden op in Grun Dyari (V7) in het gelegenheidsorkest Vrienden van het Front.

## Bezetting
Century bestond uit:
- Wim Bakker
- Erik Refos
- Lucas Ooft

Na de toetreding van de volgende twee leden wijzigde de groep de naam in Savanne:
- Winston Loe
- Powl Ameerali

Als zesde lid werd in 1979 ook genoemd:
- R. Tjon Man Tsoi